# آرتاباز (فرمانده)
آرتاباز (یونانی: Ἀρταβάζης؛ مرگ در ۵۴۲) یک فرمانده نظامی بیزانسی در جنگ گوت‌ها بود. او در اصل از اهالی ارمنستان ساسانی بود که به دست رومیان اسیر شد و به بیزانس فرستاده شد و در بیزانس همراه با بلچامس به جنگ با گوت‌ها رفت. منبع اصلی دربارهٔ زندگی او در نوشته‌های پروکوپیوس است.

## زندگینامه
آرتاباز یک ایرانی ساکن در استان ارمنستان ساسانی بود. او در ابتدا به عنوان سواره نظام اسواران در پادگان سیسائورانون (منطقه ای بین ترکیه و سوریه امروزی)، دژ مرزی امپراتوری ساسانی که توسط بلیساریوس تصرف شد، خدمت میکرد.
او سپس به همراه فرمانده خود بلچامس و ۸۰۰ سواره نظام دیگر به ایتالیا فرستاده شد تا در کنار بیزانسیان بجنگد. او برای اولین بار در سال ۵۴۲ به عنوان آرخون از ارتش بیزانس ثبت شده است، اما رتبه او در منابع اولیه مشخص نشده است. او یکی از سربازان بیزانسی بود که علیه شهر ورونا، یک دژ اوستروگوت‌ها، لشکر کشید. نیروهای بیزانسی متشکل از حدود ۱۲۰۰۰ نفر بودند که کنستانتینوس و اسکندر (معروف به مذاکره کننده) به عنوان فرماندهان مشترک بودند.
بیزانسی ها موفق شدند رشوه بگیرند یا بر مارسیانوس، یکی از نگهبانان شهر، پیروز شوند. او قرار بود شبانه دروازه شهر را بگشاید تا یک واحد کوچک بیزانسی دروازه را تصرف کند و ورودی را برای بقیه ارتش آماده کند. آرتاباز به عنوان رهبری عملیات انتخاب شد و واحد او برای شب متشکل از 100 مرد دستچین شده بود. نیروهای اندکی وارد شهر شدند، اما بقیه ارتش بیزانس نتوانستند به موقع برسند. گویا فرماندهان مشترک درگیر اختلاف شبانه بر سر نحوه تقسیم غارت پس از تصرف شهر بودند. تأخیر فاجعه‌بار بود و پادگان گوتیک فرصت داشت تا خود را سازماندهی کند و از طریق دروازه شهر که هنوز باز بود، علیه آرتاباز پیشروی کند و واحد بیزانس را در داخل شهر گرفتار کرد. درگیری های بعدی یک امر ناهنجار بود، زیرا افراد آرتاباز باید در برابر حمله از داخل شهر مقاومت می کردند. آرتاباز و افرادش به سمت اردوگاه عقب نشینی کردند. تنها راه فرار آنها پریدن از دیوارهای شهر بود. آنها این کار را کردند و تعدادی از آنها در اثر سقوط کشته شدند. آرتاباز از این نبرد بدون آسیب، جان سالم به در برد و به اردوگاه بیزانس بازگشت. او به شدت از تاخیری که به قیمت از دست رفتن پیروزی آنها تمام شد، انتقاد کرد.. ارتش بیزانس به سمت فائنتسا عقب نشینی کرد و در نهایت در کنار جریان معروف به آنمو یا لامون اردو زد. در آنجا، آنها توسط پادشاه توتیلا استروگوت ها (م ۵۴۱-۵۵۲) ملاقات کردند، با حدود ۵۰۰۰ نفر بر ضد آنها لشکر کشی می کند. گزارش شده است که آرتاباز از مافوق خود می خواهد تا به نیروهای دشمن در حالی که هنوز در حال عبور از رودخانه بودند حمله کنند. او استدلال می کرد که این اختلال مزیتی برای طرف آنها به همراه خواهد داشت، اما ایده او در نهایت رد شد.در حالی که ارتش های رقیب خود را برای نبرد آماده می کردند، آرتابازس در دوئل سوار بر اسب در برابر والاریس مشغول بود. دومی قهرمان گوت ها بود، بنا بر گزارش ها، حریفش یک مرد غول پیکر بود، که ظاهرش مخالفانش را به وحشت می انداخت. آرتاباز این چالش را پذیرفت و موفق شد حریف خود را بکشد، اما خود به طور تصادفی از ناحیه گلو مجروح شد و سه روز بعد درگذشت. پروکوپیوس او را به عنوان یک سرباز خوب ستایش می کند. در نهایت، توتیلا در نبرد فاونتیا پیروز شد و حتی توانست استانداردهای ساختاری یک امپراتوری را نیز برپا کند. او سپس ابتکار عمل در حمله به توسکانی و محاصره فلورانس را بر عهده گرفت.